# Alteutha potter
Alteutha potter is een eenoogkreeftjessoort uit de familie van de Peltidiidae. De wetenschappelijke naam van de soort is voor het eerst geldig gepubliceerd in 2007 door Veit-Koehler.